# Contea di Jefferson (New York)
La contea di Jefferson (in inglese Jefferson County) è una contea dell'area settentrionale dello Stato di New York negli Stati Uniti. Il capoluogo è Watertown.

## Geografia fisica
La contea a ovest si affaccia sul lago Ontario e a nord-ovest si affaccia sul fiume San Lorenzo che segna il confine internazionale con la provincia canadese dell'Ontario. Il territorio è prevalentemente pianeggiante. Nell'area centrale scorre il fiume Black che, dopo aver bagnato la città di Watertown posta al centro della contea, sfocia nella Black River Bay del lago Ontario.
Il fiume Black riceve da nord il fiume Indian e da sud il fiume Deer. A nord della foce del fiume Black sfocia nella Chaumont Bay del lago Ontario il fiume Chaumont. L'area nord-orientale è ricca di laghi e tra i principali vi è il lago Butterfield. In quest'area scorre verso nord-est il Jewell Creek. Nell'area sud-occidentale i principali fiumi che sfociano nel lago Ontario sono: Mill Creek, Stony Creek, Sandy Creek e South Sandy Creek.
Le isole principali della contea nel lago Ontario sono: Galloo Island, Stony Island e Grenadier Island. A nord-est molte delle isole che affiorano nel fiume San Lorenzo e denominate collettivamente Thousand Islands rientrano nel territorio della contea. Le principali sono Wellesley, Grindstone e Carleton. Nella contea si trova Fort Drum.

### Contee confinanti
- Contee unite di Leeds e Grenville (Ontario, Canada) - nord
- Contea di St. Lawrence - nord-est
- Contea di Lewis - est
- Contea di Oswego - sud
- Contea di Frontenac (Ontario, Canada) - nord-ovest

## Storia
I primi abitanti del territorio della contea furono i nativi della confederazione irochese. Quando furono istituite le Province di New York nel 1683 l'area dell'attuale contea faceva parte della contea di Albany. La contea di Jefferson fu istituita nel 1805, separendola dalla contea di Oneida. La contea assunse il nome da Thomas Jefferson a quel tempo presidente degli Stati Uniti.

## Comuni
| - Adams - town - Adams Center - cdp - Alexandria - town - Alexandria Bay - village - Antwerp - town - Black River - village - Brownville - town - Calcium - village - Cape Vincent - town - Carthage - village - Champion - town - Chaumont - village - Clayton - town - Deferiet - village | - Dexter - village - Depauville - cdp - Ellisburg - town - Evans Mills - village - Fort Drum - cdp - Glen Park - village - Great Bend - cdp - Henderson - town - Hounsfield - town - La Fargeville - cdp - Le Ray - town - Lorraine - town - Lyme - town - Mannsville - village - Natural Bridge -cdp - Orleans - town - Pamelia - town | - Philadelphia - town - Rodman - town - Rutland - town - Sackets Harbor - village - Theresa - town - Watertown (capoluogo) - city - West Carthage - village - Wilna - town - Worth - town |